# Hertogdom Saksen (-1180)
Het middeleeuwse hertogdom Saksen bestreek grote gebieden in het noorden van het huidige Duitsland. Het was een van de vijf Duitse stamhertogdommen, het land van de Saksen. Hun gebied omvatte de huidige Duitse deelstaten Nedersaksen, Noordrijn-Westfalen, Sleeswijk-Holstein, Saksen-Anhalt en delen van Saksen. Hertog Hendrik de Leeuw regeerde ook over de gebieden Mecklenburg en Voor-Pommeren (=de huidige deelstaat Mecklenburg-Voor-Pommeren). In het huidige Nederland hoorden de oostelijke Achterhoek (Hamaland) en Westerwolde (Oost-Groningen) er ook bij.

## Geschiedenis
Reeds in de 7e eeuw kozen Saksische stammen ten westen van de Elbe een hertog die hun legeraanvoerder werd. De hertog werd dus steeds gekozen, er was zodoende geen sprake van erfopvolging zoals een paar eeuwen later traditie werd.
De Frankische koning Karel de Grote begon in 772 een lange strijd, die bekend is komen te staan als de Saksenoorlogen, om Saksen te onderwerpen, waar hij pas in 804 in slaagde. Toen het rijk van Karel de Grote in het verdrag van Verdun in 843 werd opgesplitst en zijn erfopvolgers zich niet veel meer van de lokale problemen (de invallen van de Noormannen onder andere) aantrokken, kregen de Saksische hertogen een grotere macht en autonomie. Het is in die periode dat onder andere ook de graven van Vlaanderen hun macht uitbreidden.
Hendrik de Leeuw had een succesvolle expansiepolitiek gevoerd, maar kreeg het aan de stok met keizer Frederik I Barbarossa die hem in 1180 naar Engeland verbande. Na dit jaar viel het stamhertogdom uit elkaar en werd het nieuwe hertogdom dat kleiner was en meer oostelijk gelegen was dan het oude stamhertogdom. De hertogelijke titel ging naar Bernhard III van Saksen, en daarna naar Albrecht I van Saksen, na wiens dood het hertogdom opgedeeld werd in twee takken: Saksen-Lauenburg en Saksen-Wittenberg. Dit betekende het einde van het stamhertogdom Saksen.